# Génesis de Viena

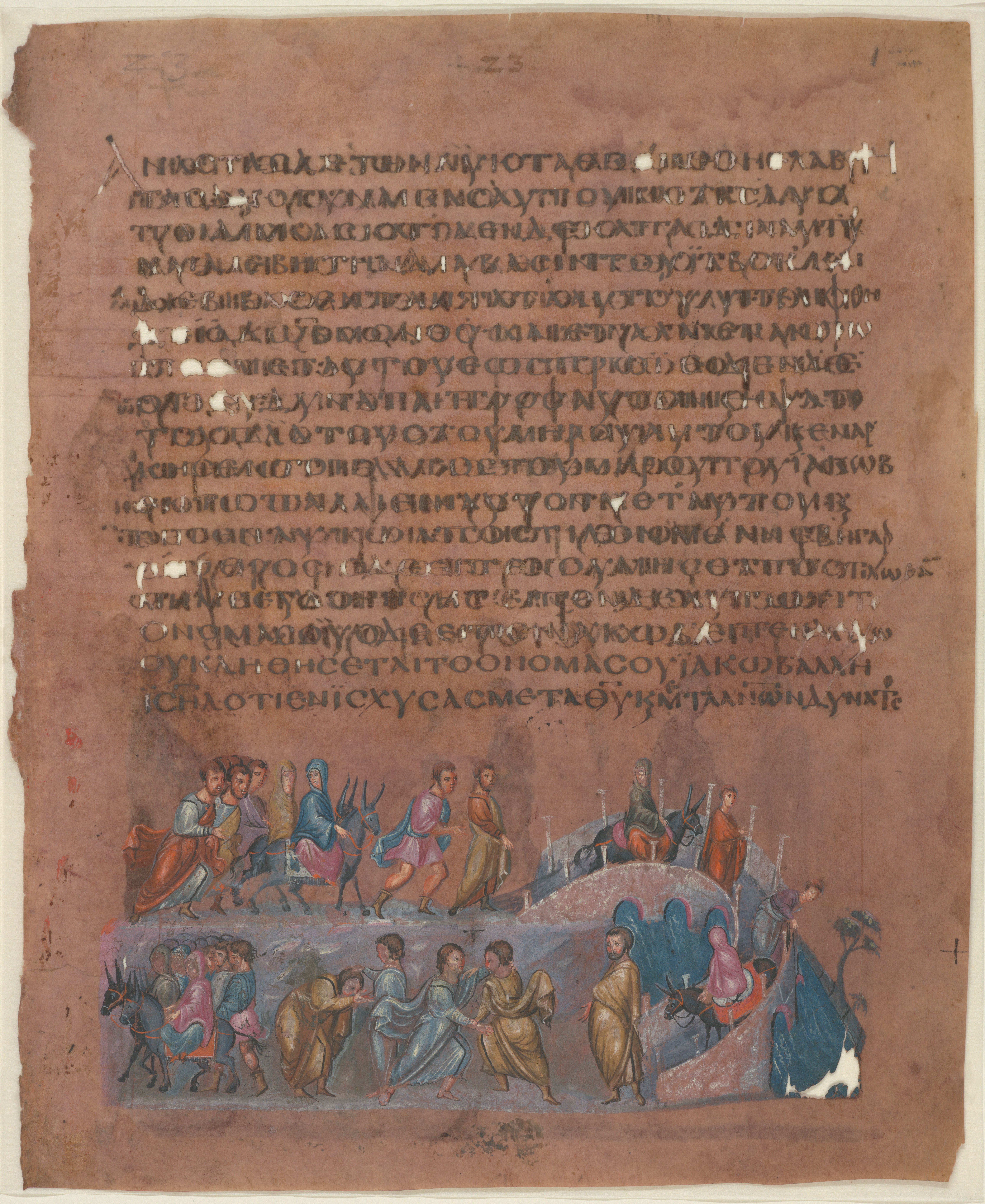
Ilustración del folio 12v del Génesis de Viena, que muestra la historia de Jacob.

El Génesis de Viena (Viena, Österreichische Nationalbibliothek, cod. theol. gr.31) es un manuscrito iluminado realizado probablemente en Siria en la primera mitad del siglo VI, durante el reinado de Justiniano I, entre los años 526 o 531 hasta 595. Es el más antiguo y mejor conservado manuscrito bíblico ilustrado.
El texto es un fragmento del libro del Génesis en la traducción griega de la Septuaginta, con frecuentes abreviaturas. Se conservan 24 folios, cada uno con una miniatura en el final, a ambos lados. Se considera que originalmente estaba compuesto por aproximadamente 96 páginas y 192 ilustraciones. Está escrito en caracteres unciales con tinta plateada sobre vitela teñida con la misma púrpura que se usaba para las ropas imperiales romanas, por lo que forma parte de la familia de Codex purpuris. Su calidad parece indicar que estuvo destinado al uso en Constantinopla, quizás para la liturgia imperial.
Las ilustraciones estás dibujadas en el estilo naturalista habitual en la pintura romana de la época, transición entre las propias de los rollos de papiro y las posteriores de los códices medievales, pues comienza a mostrarse falta de coherencia espacial, para mostrar varias figuras dentro de la ilustración. Cada ilustración puede representar dos o más episodios de una misma historia, por lo que es frecuente que un mismo personaje aparezca repetidas veces en una ilustración. 
Una de las escenas más importantes y mejor conservadas es la de Rebeca saliendo de Jericó en busca de agua para los camellos. En una misma escena se la representa dos veces: buscando agua y, al lado, dándosela a los animales. Otras escenas muestran episodios no extraídos del texto bíblico, por lo que se cree que pueden derivar de alguna paráfrasis judía.
Aunque no se ha conservado la encuadernación original, la calidad del manuscrito hace suponer que era lujosa, probablemente adornada con joyas y oro.
El Génesis de Viena está relacionado, tanto por la época como lugar de composición con los Evangelios de Rossano y los Evangelios de Sinope.